# Geometry of Love
Geometry of Love – album Jeana-Michela Jarre’a wydany w 2003 roku.

## Lista utworów
1. „Pleasure Principle” – 6:15
2. „Geometry of Love (Part 1)” – 3:51
3. „Soul Intrusion” – 4:45
4. „Electric Flesh” – 6:01
5. „Skin Paradox” – 6:17
6. „Velvet Road” – 5:54
7. „Near Djaina” – 5:01
8. „Geometry of Love (Part 2)” – 4:06